# Arthur Carr
Arthur Carr   (Esher, 26 de juliol de 1910 - Dorchester, 1 de setembre de 1986) va ser un genet anglès que va competir durant les dècades de 1940 i 1950.
El 1948 va prendre part en els Jocs Olímpics d'Estiu de Londres, on va disputar dues proves del programa d'hípica. En la prova del concurs de salts d'obstacles per equips, formant equip amb Harry Llewellyn i Henry Nicoll, guanyà la medalla de bronze, mentre en el concurs de salts individual fou dinovè. En ambdues proves muntà el cavall Monty.